# Bonnevaux, Gard
Bonnevaux là một xã trong tỉnh Gard thuộc vùng Occitanie, phía nam nước Pháp. Xã Bonnevaux, Gard nằm ở khu vực có độ cao trung bình 650 mét trên mực nước biển.